# Sonates pour viole de gambe (Bach)

Les sonates pour viole de gambe de Jean-Sébastien Bach (BWV 1027 à 1029) sont trois œuvres de musique de chambre pour viole de gambe et clavecin. Elles ont peut-être été écrites à Köthen, à cette époque Bach était en contact avec de bons joueurs de viole, mais elles peuvent aussi dater de la période de Leipzig.

## Histoire
L'étude du papier de la BWV 1027, écrite sur le même papier que L'Art de la fugue et le second livre du Clavier bien tempéré, la place plutôt dans la dernière décennie de la vie de Bach. En outre, bien que les sonates ne nous soient parvenues que séparément, jusqu'à l'édition intégrale de Philipp Spitta en 1860, sur une copie des BWV 1028 et 1029, effectuée par Christian Friedrich Penzel en 1753 où figurent les chiffres romains V et VI, suggérant que, tels les Sonates et partitas pour violon ou les Suites pour violoncelle seul, elles faisaient partie d'un recueil de six œuvres.
Ces sonates ne font pas de référence stylistique à la viole de gambe française (Antoine Forqueray, Sainte-Colombe ou Marin Marais) qui se caractérise par des ornements virtuoses. On pourrait donc en déduire que ces œuvres ne sont pas à l'origine écrites pour la viole de gambe, mais que ce sont plutôt des transcriptions d'œuvres écrites pour d'autres instruments.
Les deux premières héritent du modèle corelien en quatre mouvements lent – vif – lent – vif, alors que la troisième en sol mineur, n'en a que trois, vif – lent – vif, évoquant le langage des Concertos brandebourgeois, notamment le troisième.

## Sonates pour viole de gambe

### Sonateno1ensolmajeur BWV 1027
C'est probablement la transcription de la sonate pour deux flûtes et basse continue BWV 1039. Selon les recherches de Hans Eppstein, elle est elle-même la transcription d'une sonate en trio plus ancienne perdue, pour deux violons et basse continue.
- Adagio
- Allegro ma non tanto
- Andante C (mi mineur)
- Allegro Moderato ¢

Jean-Sébastien Bach transcrit l'allegro final pour l'orgue (BWV 1027a).

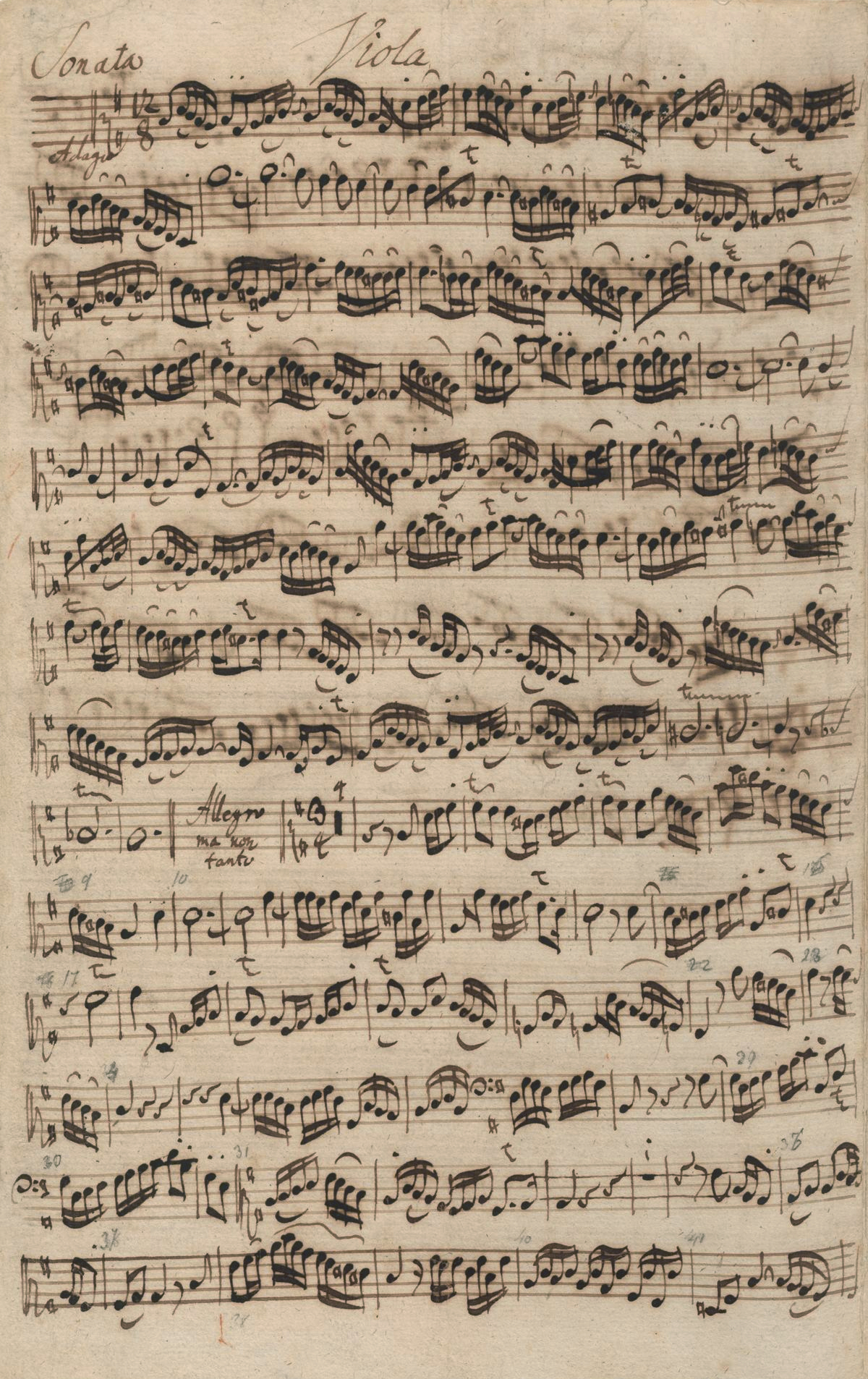
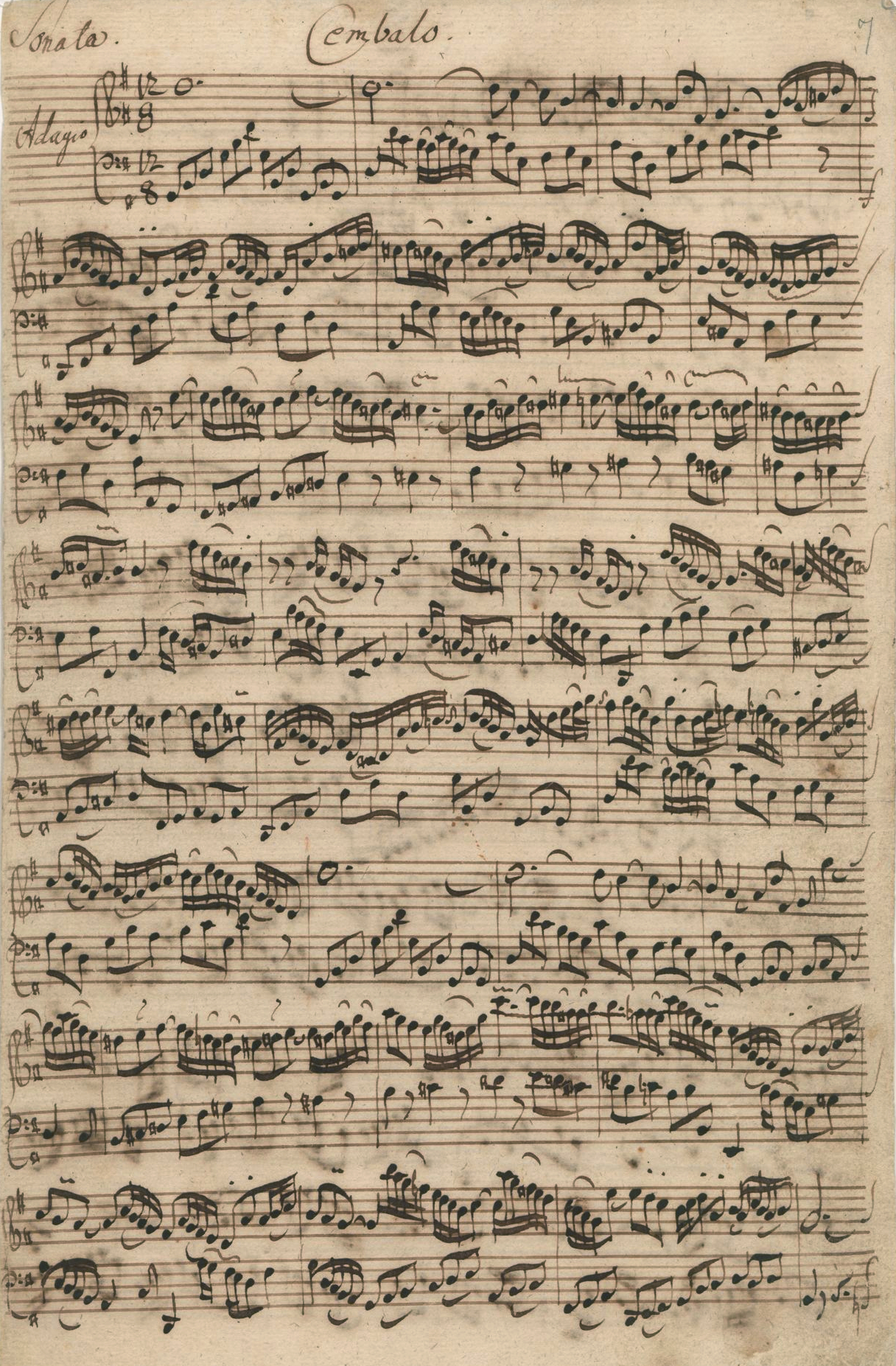

### Sonateno2enrémajeur BWV 1028
- Adagio
- Allegro
- Andante
- Allegro

Le mouvement final est une fugue avec deux thèmes qui sont continuellement échangés entre les instruments.

### Sonateno3ensolmineur BWV 1029
- Vivace C
- Adagio
- Allegro

Cette sonate en trois mouvements reprend la forme du concerto.
Le premier mouvement assez vif rappelle le thème du 3e concerto brandebourgeois. L'adagio central est lent, dépouillé mais très expressif. L'allegro final est assez vif dans un style italien et évoque le 5e concerto.

## Discographie
- Pablo Casals, violoncelle et Paul Baumgartner, piano (juin 1950, Sony Classical MPK46445)
- Paul Tortelier, violoncelle et Robert Veyron-Lacroix, clavecin (1963, Erato) (OCLC 945956578)
- Nikolaus Harnoncourt, viole de gambe et Herbert Tachezi, clavecin (mars/avril 1968, Teldec/Warner) (OCLC 658574760)
- Wieland Kuijken, viole de gambe et Gustav Leonhardt, clavecin (15-17 mai 1974, DHM GD 77044) (OCLC 315895377)
- Leonard Rose, violoncelle et Glenn Gould, piano (16-17 décembre 1973/16-17 décembre 1974, LP Columbia « Masterworks » M 32934 / Sony Classics) (OCLC 22744765 et 992171242)
- Jordi Savall, viole de gambe et Ton Koopman, clavecin (1978, EMI) (OCLC 699294838)
- Esther Nyffenegger, violoncelle et Klaus Linsenmeyer, clavecin (novembre 1978, Divox) (OCLC 816503102)
- Siegfried Pank, viole de gambe et Isolde Ahlgrimm, clavecin (1980, Capriccio) (OCLC 249390249)
- Yo-Yo Ma, violoncelle et Kenneth Cooper, clavecin (Sony Classical SMK 89747) (OCLC 938143677)
- Anner Bylsma, violoncelle et Bob van Asperen, clavecin et orgue (mai 1990, Sony) (OCLC 659322810)
- Paolo Pandolfo, viole de gambe et Rinaldo Alessandrini, clavecin (mai 1994, Harmonia Mundi 1955218)
- Kim Kashkashian, alto et Keith Jarrett, clavecin (septembre 1991, ECM) (OCLC 55768929)
- Pieter Wispelwey, violoncelle piccolo et Richard Egarr, orgue, piano-forte et clavecin (juin 1996, Channel Classics CCS 14198) (OCLC 43188658)
- Vittorio Ghielmi, viole de gambe et Lorenzo Ghielmi, clavecin (3–6 octobre 1997, Ars Musici) (OCLC 767865670)
- Jordi Savall, viole de gambe et Ton Koopman, clavecin (Alia Vox AV9812 (OCLC 421697384)
- Veli-Markus Tapio, viole de gambe et Elina Mustonen, clevecin (23-15 mai 2005, Alba) (OCLC 811452237)
- Daniel Müller-Schott, violoncelle et Angela Hewitt, piano (18-21 juin 2006, Orfeo C 693 071 A)
- Mieneke van der Velden, viole de gambe et Siebe Henstra, clavecin (juin 2007, Ramée) (OCLC 827339193)
- Paolo Pandolfo, viole de gambe et Markus Hünninger, clavecin (mai 2010, Glossa) (OCLC 840348372)
- Steven Isserlis, violoncelle et Richard Egarr, clavecin (2015, SACD Hyperion)
- Gen Yokosaka, violoncelle (2016, Warner Classics)
- Zuzana Rukzickova, clavecin, et Josef Suk, alto/viola, mai 1996-2006, Pra-Ga Da Cameron, PRD 350 016